# Polygonum mesembricum
Polygonum mesembricum är en slideväxtart som beskrevs av Jindřich Chrtek. Polygonum mesembricum ingår i släktet trampörter, och familjen slideväxter. Inga underarter finns listade i Catalogue of Life.